# Сустан
Сустан (перс. سوستان) — село в Ірані, у дегестані Лайл, в Центральному бахші, шагрестані Ляхіджан остану Ґілян. За даними перепису 2006 року, його населення становило 4341 особу, що проживали у складі 1229 сімей.

## Клімат
Середня річна температура становить 14,65°C, середня максимальна – 28,20°C, а середня мінімальна – 0,30°C. Середня річна кількість опадів – 1147 мм.
| Клімат поселення                              | Клімат поселення | Клімат поселення | Клімат поселення | Клімат поселення | Клімат поселення | Клімат поселення | Клімат поселення | Клімат поселення | Клімат поселення | Клімат поселення | Клімат поселення | Клімат поселення | Клімат поселення |
| Показник                                      | Січ.             | Лют.             | Бер.             | Квіт.            | Трав.            | Черв.            | Лип.             | Серп.            | Вер.             | Жовт.            | Лист.            | Груд.            |                  |
| Середній максимум, °C                         | 9,42             | 9,76             | 12,06            | 17,91            | 21,87            | 25,72            | 28,20            | 28,12            | 25,35            | 21,18            | 16,68            | 12,34            |                  |
| Середня температура, °C                       | 4,85             | 5,21             | 7,52             | 13,36            | 17,31            | 21,16            | 23,94            | 23,86            | 21,10            | 16,94            | 12,43            | 8,10             |                  |
| Середній мінімум, °C                          | 0,30             | 0,64             | 2,96             | 8,80             | 12,75            | 16,61            | 19,69            | 19,62            | 16,86            | 12,68            | 8,18             | 3,83             |                  |
| Норма опадів, мм                              | 108              | 90               | 86               | 47               | 47               | 34               | 34               | 60               | 132              | 205              | 168              | 136              |                  |
| Середньомісячна швидкість вітру, м/с          | 2.38             | 2.48             | 2.50             | 2.40             | 2.37             | 2.37             | 2.53             | 2.27             | 2.10             | 2.10             | 2.04             | 2.14             |                  |
| Середньомісячна сонячна радіація, кДж/м²·день | 7036             | 9098             | 11083            | 15465            | 19592            | 21315            | 21643            | 18503            | 15226            | 10840            | 8672             | 6688             |                  |
| --------------------------------------------- | ---------------- | ---------------- | ---------------- | ---------------- | ---------------- | ---------------- | ---------------- | ---------------- | ---------------- | ---------------- | ---------------- | ---------------- | ---------------- |
| Джерело:                                      |                  |                  |                  |                  |                  |                  |                  |                  |                  |                  |                  |                  |                  |